# Социалистическая лига Малави
Социалистическая лига Малави (LESOMA) — малавийская эмигрантская политическая партия левого толка, оппозиционная режиму Хастингса Банды. Официально основана в 1974 году в изгнании в Танзании. На протяжении всего своего существования находилась на нелегальном положении. Обрела определённое влияние на родине, особенно среди рабочих, в том числе железнодорожников.
Самопровозглашенные задачи партии заключались в «восстановлении чести Малави, её законного места в Организации африканского единства и в Организации Объединенных Наций». LESOMA стремилась к активной роли в продвижении африканской революции и международной солидарности, в том числе в борьбе с режимом апартеида в ЮАР. Конечными целями декларировались перестройка малавийского общества на основе научного социализма, уменьшение и устранение зависимости национальной экономии от иностранного капитала, национализация основных предприятий и поощрение кооперации в сельском хозяйстве.

## Основание и политическое руководство
Сохранилось немного задокументированных сведений об этой партии, которая не только была основана в изгнании, но и прекратила там своё существование. Один из членов руководящего комитета LESOMA, Махома Мваунгулу, познакомившийся в Конго с Че Геварой и живший в ГДР после репрессий на родине, утверждал, что появление партии было результатом длившихся ещё во второй половине 1960-х споров в Танзании между Ятутой Чисизой, который прошёл подготовку в Китае и погиб при попытке разжечь вооружённое сопротивление на родине (в один день с Че Геварой), и Масауко Чипембере, который в итоге основал Панафриканскую демократическую партию Малави и вернулся в США. Оба были бывшими функционерами первого кабинета министров Малави, которым пришлось бежать из своей недавно обретшей независимость родины из-за жестоких репрессий, развязанных Хастингсом Бандой после кабинетного кризиса 1964 года.
После спора с Чипембере Чисиза решил начать партизанскую кампанию в Малави с участием менее 20 человек. Из пяти выживших двое позже вошли в состав руководящего комитета LESOMA. Погибшего в стычке с силовиками (или застреленного впоследствии) Чисизу сменил Аттати Мпакати, ставший председателем LESOMA. В документах Германской Демократической Республики (ГДР) упоминается его академическое образование в Советском Союзе, а в статье в британской газете говорится об учёбе в Москве, Швеции и даже ФРГ. Как и его предшественник, Мкапати сначала был серьёзно ранен в результате взрыва посылки с бомбой, отправленной Бандой в Мозамбик в 1979 году, а затем, покинув Замбию в 1982 году из-за давления, оказанного малавийским правительством на замбийское, стал жертвой ещё одного покушения, на сей раз в Зимбабве в 1983 году. Предполагается, что ранее режим Банды оказывал аналогичное давление на соседнюю Танзанию Джулиуса Ньерере, чтобы заставить перенести штаб-квартиру LESOMA из Дар-эс-Салама в другую страну.

## Внутренняя структура
Судя по всему, партия в своем большинстве своём была сформирована изгнанниками из северной части Малави. Их преобладание привело к внутренней критике, задокументированной в письме, отправленном Мваунгулу другим малавийцем, который на момент написания письма учился в Швеции и встретился с высокопоставленным членом LESOMA в Норвегии в 1985 году. Его критика также касалась полного отсутствия женщин в руководящем комитете. По приблизительным оценкам немецкого специалиста по политической истории Малави, общее число членов LESOMA составляло несколько тысяч. Он также считает LESOMA самой важной малавийской партией, выступавшей против диктатуры Хастингса Банды.

## Международная солидарность и политическое наследие
Помимо помощи ряда африканских стран, с 1975 по 1978 год LESOMA получала некоторую поддержку со стороны ГДР. Эта поддержка включала годовое журналистское обучение в Восточной Германии двух членов LESOMA и печать 1500 экземпляров политического печатного органа партии «Кучансо» («Новый рассвет»), используемого для пропаганды в Малави и «прифронтовых государствах». Двумя другими социалистическими странами, поддержавшими LESOMA, были Советский Союз и Куба. LESOMA также была признана другими освободительными движениями юга Африки, в том числе Африканским национальным конгрессом в ЮАР и СВАПО в Намибии.
Партия просуществовала до 1991 года, когда ЛЕСОМА вместе с двумя другими малавийскими оппозиционными партиями сформировала Объединённый фронт за многопартийную демократию. Возможно, величайшим достижением LESOMA является то, что само её существование переписывает историю Малави: будучи самой радикальной партией изгнанной малавийской оппозиции при прозападной диктатуре Хастингса Банды, она увязала Малави с африканской борьбой против апартеида и неоколониализма во время холодной войны.